# Tony Oxley
Tony Oxley (ur. 15 czerwca 1938 w Sheffield, zm. 26 grudnia 2023) – brytyjski perkusista jazzowy.

## Kariera
Oxley przeniósł się do Londynu w 1966 roku i został perkusistą house w Ronnie Scott's Jazz Club, gdzie aż do wczesnych lat 70. towarzyszył  muzykom, takim jak: Joe Henderson, Lee Konitz, Charlie Mariano, Stan Getz, Sonny Rollins i Bill Evans. W 1971 roku znalazł się na pierwszym miejscu w corocznej ankiecie czytelników jazzowych Melody Maker dotyczącej perkusistów. W 1993 roku dołączył do kwartetu z Tomaszem Stańko, Bobo Stensonem i Andersem Jorminem i przez całą pierwszą dekadę XXI wieku regularnie wydawał płyty pod własnym nazwiskiem. Jego ostatnim albumem był Unreleased 1974–2016, wydany nakładem wytwórni Discus w 2022 roku.